# Olivette Thibault
Pour les articles homonymes, voir Thibault.
Olivette Thibault (née Marie Germaine Olivette Thibault le 13 novembre 1914 à Montréal, morte le 12 décembre 1995  à Greenfield Park) est une actrice québécoise. Elle est la fille de Olivier Thibault, avocat d'Outremont, et de Germaine Germain.

## Biographie
Née à Montréal, Olivette Thibault suit des cours de diction et d'art dramatique de Mme Lassalle et joue sur la scène du Gésu, dès l'âge de 9 ans. Elle suit ensuite les cours de Mme Maubourg (art lyrique et dramatique) et ceux de Mme Audet, puis de Morenoff (danse) et de Roger Larivière (chant).
Le 7 octobre 1939, elle épouse Joseph Lemenu, un Français immigré au Québec, en l'église St-Denis de Montréal .  Il décède le 7 janvier 1974 .  Olivette Thibault ne se remariera pas .

## Radio
- 1930 : radio-théâtres (d'Henri Letondal)[1]Olivette Thibault, entourée de Judith Jasmin et du grammairien Jean-Marie Laurence. Émission radio Notre français sur le vif. 1946.

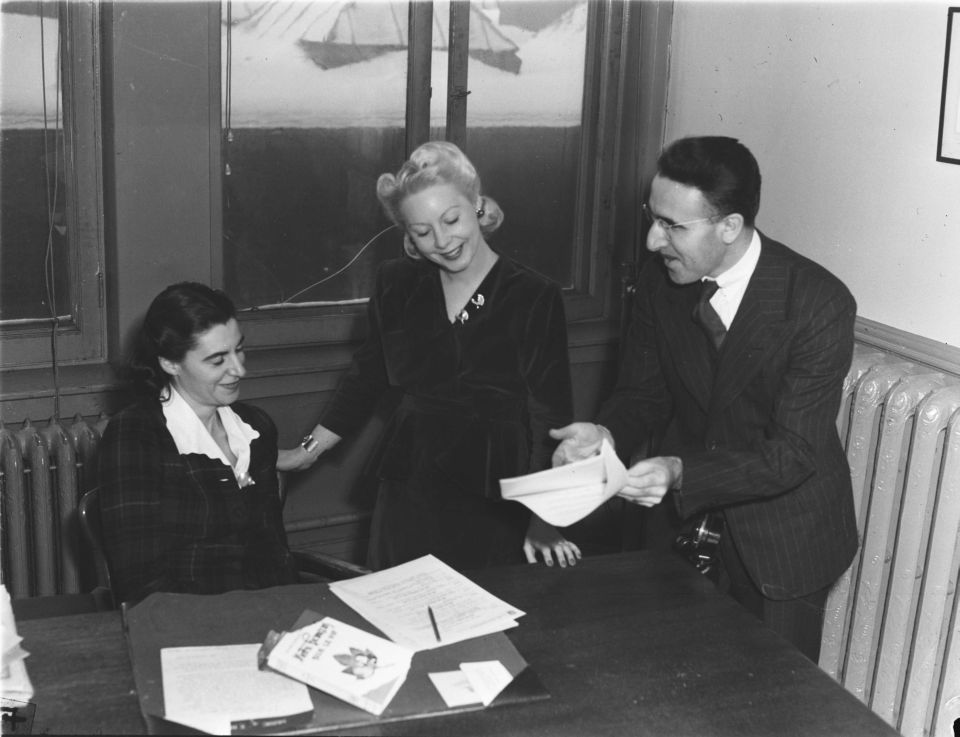
Olivette Thibault, entourée de Judith Jasmin et du grammairien Jean-Marie Laurence. Émission radio Notre français sur le vif. 1946.

- 1935-1938 : Le curé de village (CKAC; de Robert Choquette), Madame Noiraud Toupin
- 1938-1942 : La Pension Velder (SRC; de Robert Choquette), Florence Gauthier
- 1943-1956 : Métropole (SRC; de Robert Choquette), Florence Gauthier

## Théâtre
- 1927 : Les Précieuses ridicules (de Molière ; au Gesù)
- 1929 : L'Aiglon (d'Edmond Rostand)
- 1930 : Il était une fois (de Croisset) ; Troupe Barry-Duquesne, au Théâtre Stella[6], un garçonnet
- 1933 : Maman Sybille (d'Yvette Mercier-Gouin) ; Montreal Repertory Theatre (MRT)
- 1938-1946 : Les Fridolinades (de Gratien Gélinas)
- 1948 : Tit-coq (de Gratien Gélinas)
- 1961 : Lorsque l’enfant paraît (d'André Roussin) ; Théâtre du Rideau Vert
- 1962 : Les portes claquent (de Michel Fermaud) ; Théâtre du Rideau Vert
- 1970 : Jeux de massacre (d'Eugène Ionesco)
- 1973 : Manon Lastcall (de Jean Barbeau) ; Théâtre du Nouveau Monde
- 1982 : Harold et Maude (de Colin Higgins) ; Théâtre du Trident
- Les femmes savantes (de Molière) ; Théâtre du Nouveau Monde
- La gamme ; Théâtre populaire du Québec
- Peg de mon cœur ; Théâtre populaire du Québec
- La préférée (de Lucien Descaves) ; Théâtre Arcada[7]
- La guitare et le jazz band (d'Henri Duvernois et Robert Dieudonné) ; Théâtre Arcade

## Opérettes
- 1937 : Rose-Marie (comédie musicale de Rudolf Friml et Oscar Hammerstein II, créée à Broadway en 1924) ; à Montréal, au Monument national ; par les Variétés lyriques
- 1937 : Les Mousquetaires au couvent (de Louis Varney ; par les Variétés lyriques)
- 1946 : La Vie parisienne (opéra-bouffe de Jacques Offenbach ; par les Variétés lyriques)
- 1949 : L’auberge qui chante (de Tiarko Richepin ; par les Variétés lyriques)
- 1950 : Monsieur si bémol (de Francis Lopez ; par les Variétés lyriques)
- 1951 : Balalaïka (de George Posford et Bernard Grün ; par les Variétés lyriques)
- 1951 : Les Mousquetaires au couvent (opérette de Louis Varney ; par les Variétés lyriques)
- 1952 : Colorado (de Jacques-Henry Rys ; par les Variétés lyriques)
- 1954 : Les Cloches de Corneville (opéra-comique de Robert Planquette ; par les Variétés lyriques)

## Filmographie

### Cinéma
- 1945 : Fridolinons de Roger Blais
- 1969 : Délivrez-nous du mal de Jean-Claude Lord) : Norma
- 1971 : Mon oncle Antoine de Claude Jutra : Tante Cécile
- 1973 : Souris, tu m'inquiètes (moyen métrage) de Aimée Danis : Madame Beauchemin
- 1973 : Kamouraska de Claude Jutra : Tante d'Élizabeth
- 1980 : Cordélia (Jean Beaudin) : Mme Bouvrette
- 1988 : Des amis pour la vie

### Télévision
- 1954 - 1960 : Toi et moi : Bedette
- 1955 - 1958 : Beau temps, mauvais temps (série télévisée) : Mme Grégoire
- 1959 - 1962 : Ouragan (série télévisée) : Léonie Barthélémy
- 1959 - 1963 : Joie de vivre (série télévisée) : Aurélienne Dupont
- 1960 - 1961 : La Force de l'âge (série télévisée) : Louise Martin
- 1962 - 1965 : Le Pain du jour (série télévisée) : Martine Deguire
- 1969 - 1974 : Quelle famille! (série télévisée) : Grand-mère Antoinette Brodeur
- 1973 - 1976 : La P'tite Semaine (série télévisée) : Ginette Lajoie
- 1976 - 1977 : Quinze ans plus tard : Thérèse Leclerc
- 1977 - 1979 : Dominique (série télévisée) : Blanche Dupuis
- 1980 - 1982 : Boogie-woogie 47 (série télévisée) : Yvonne Valence
- 1982 - 1986 : Peau de banane (série télévisée) : Antoinette Labbé
- 1984 - 1988 : À plein temps (série télévisée) : Tante Aimée
- 1985 : Un amour de quartier (série télévisée) : Alice Lamer
- 1987 - 1989 : Bonjour docteur (série télévisée) : Émilie
- 1988 : Les Tisserands du pouvoir de Claude Fournier (feuilleton TV) : Madame Larouche
- 1988 : Les Tisserands du pouvoir II : La Révolte (Claude Fournier) : Madame Larouche
- 1989 - 1990 : Le Dépanneur olympique : Flore Généreux
- 1989 - 1991 : Super sans plomb : mère d'Aline
- 1990 - 1991 : Denise... aujourd'hui : Mina

## Récompenses et nominations

### Récompenses
1971 : Canadian Film Award de la meilleure actrice de soutien, pour Mon oncle Antoine

### Honneur posthume
1999 : Une rue de Montréal est nommée en son honneur